# (Sittin' on) The Dock of the Bay
Singles de Otis Redding
Glory of Love
(1967) The Happy Song (Dum-Dum)
(1968)
Pistes de The Dock of the Bay
I Love You More Than Words Can Say
(Sittin' on) The Dock of the Bay est une chanson soul composée (en collaboration avec Steve Cropper) et chantée par Otis Redding, publiée le 8 janvier 1968, un mois après sa disparition tragique dans un accident d’avion. Succès planétaire, c’est le premier no 1 posthume de l’histoire des charts américains,,, en se hissant à la première place de deux classements des meilleures ventes du Billboard —  le Hot Rhythm & Blues Singles et le Billboard Hot 100 — la semaine du 16 mars 1968,.

## Genèse de la chanson
Alors qu’il est en tournée avec son groupe, les Bar-Kays, en août 1967, Otis Redding écrit le premier couplet de la chanson sous le titre Dock of the Bay sur le bateau où il loge, sur le Waldo Pier de Sausalito en Californie. Il revient à peine de sa célèbre prestation au festival de Monterey. Il continue ensuite, au gré de ses concerts aux États-Unis et en Europe, à gribouiller des lignes de sa chanson sur des nappes ou des papiers des différents hôtels fréquentés. En novembre, il rejoint le producteur et guitariste Steve Cropper dans les studios d’enregistrement Stax à Memphis (Tennessee). 
Dans une interview en 1990, Steve Cropper parle de l’origine de la chanson : 
« Otis était ce genre de gars qui avait 100 idées à la fois. Chaque fois qu’il venait enregistrer, il proposait toujours 10 ou 15 intros différentes, ou titres, ou quoi que ce soit. Il avait joué au Fillmore à San Francisco et il dormait sur un bateau. C’est là qu’il a eu cette idée du « bateau qui arrive ». C’est à peu près tout ce qu’il avait, «I watch the ships come in and I watch them roll away again». Je me suis servi de ça et j’ai terminé les paroles. Si vous écoutez les chansons que j’ai écrites avec Otis, la plupart des textes parlent de lui. Il n’avait pas l’habitude d’écrire à son sujet, mais moi, je le faisais. Mr Pitiful, Sad Song (fa-fa) parlaient de sa vie. Dock Of The Bay aussi. « I left my home in Georgia, headed for the Frisco Bay » parle clairement de lui, arrivant à San Francisco pour donner un concert. ».

## Enregistrement
Cropper et Redding complètent ensemble la chanson, la musique et ces paroles mélancoliques. Elle est enregistrée le 22 novembre 1967 et complétée par des overdubs le 8 décembre. Le résultat est assez différent de tout ce qu’a publié Otis Redding jusque-là, mais il lui plaît énormément. Parlant de sa dernière chanson avec son épouse, Redding explique qu’il souhaite avec Dock of the Bay « être légèrement différent » et « changer de style ». Le fait que cette chanson ait un aspect « Pop » préoccupe chez Stax et il sera question d’engager le groupe de gospel The Staple Singers pour ajouter des chœurs, mais cela ne se fera jamais.

## Disparition d'Otis Redding
Otis Redding repart en tournée après ces sessions d’enregistrement et, le 10 décembre 1967, l’avion qui le transporte s'écrase dans le lac Monona, près de Madison (Wisconsin). Otis Redding est tué sur le coup, comme six membres des Bar-Kays. Il était âgé de 26 ans. Un seul musicien survivra : Ben Cauley. Le corps d’Otis Redding est repêché dans le lac au lendemain de l'accident.

## Succès universel
La chanson est publiée en janvier 1968, alors que le monde pleure Otis Redding. Elle grimpe directement en tête des charts R&B et au début de l’été, prend la première place du classement pop. L’album qui porte le même titre est publié et devient son plus gros succès. La chanson devient célèbre dans le monde entier et reste la plus fameuse de Redding. Elle remporte deux Grammy Awards : Best R&B Song (meilleure chanson Rhythm and Blues) et Best Male R&B Vocal Performance (meilleur chanteur R&B) en 1968.
En 2010, le magazine américain Rolling Stone classe la chanson en 26e position dans sa liste des « 500 plus grandes chansons de tous les temps ».

## Personnel
- Otis Redding – chant
- Booker T. Jones, Isaac Hayes – claviers
- Steve Cropper – guitare
- Donald Duck Dunn – Basse
- Al Jackson Jr. – batterie
- Wayne Jackson – trompette, trombone
- Andrew Love – saxophone ténor

## Utilisation au cinéma
Cette chanson est utilisée
- dans le documentaire High School,  de Frédérick Wiseman (1968), pour la séquence d'ouverture
- dans le film Perfect Days de Wim Wenders (2023). 
- dans Top Gun de Tony Scott (1986)